# Диоскорея
Диоскоре́я (лат. Dioscoréa) — род растений семейства Диоскорейные, включающий в себя около 600 видов, распространённых повсюду в тропических областях планеты. Несколько видов произрастают также в тёплых умеренных областях.
Название роду дано в честь греческого врача Диоскорида.

## Биологическое описание
Диоскореи — многолетние травянистые лианы длиной от 2 до 12 м с крупными клубнями или корневищами.
Листья цельные сердцевидные, расположены по спирали.
Цветки одиночные неприметные зеленовато-жёлтые с шестью лепестками, у большинства видов двудомные.
Плод у большинства видов — коробочка, у некоторых — ягода.

## Использование
Несколько видов диоскорей, известных под собирательным названием ямс, являются важными сельскохозяйственными культурами в тропических странах, выращиваемыми ради их крупных клубней. Многие из них ядовиты в сыром виде, но в процессе варки ядовитые вещества разлагаются, и клубни могут употребляться в пищу. Ямс — важный продукт питания в странах Африки, Азии и Океании.

## Таксономия
Род Диоскорея включает 613 видов, некоторые из них:
- Dioscorea abyssinica Hochst. ex Kunth — Диоскорея абиссинская, или Ямс абиссинский
- Dioscorea alata L. — Диоскорея крылатая, или Диоскорея крылатостебельная, или Ямс индийский, или Ямс крылатый
- Dioscorea balcanica Koanin — Диоскорея балканская
- Dioscorea bulbifera L. — Диоскорея клубненосная[4]
- Dioscorea caucasica Lipsky — Диоскорея кавказская
- Dioscorea cayennensis Lam. — Диоскорея кайенская, или Ямс жёлтый, или Ямс гвианский
  - Dioscorea cayennensis subsp. rotundata (Poir.) J.Miège — Диоскорея округлая, или Ямс белый
- Dioscorea communis (L.) Caddick & Wilkin — Диоскорея обыкновенная, или Тамус обыкновенный
- Dioscorea composita Hemsl. — Диоскорея сложная
- Dioscorea deltoidea Wall. ex Griseb. — Диоскорея дельтовидная
- Dioscorea dumetorum (Kunth) Pax — Диоскорея кустарниковая, или Диоскорея горькая
- Dioscorea elephantipes (L'Hér.) Engl. — Диоскорея слоновая, или Слоновая нога
- Dioscorea esculenta (Lour.) Burkill — Диоскорея съедобная
- Dioscorea floribunda M.Martens & Galeotti — Диоскорея обильноцветущая
- Dioscorea hexagona Baker — Диоскорея шестигранная
- Dioscorea hirtiflora Benth. — Диоскорея волосистоцветковая
- Dioscorea hispida Dennst. — Диоскорея щетинковолосистая
- Dioscorea japonica Thunb. — Диоскорея японская, или Ямс японский
- Dioscorea macrantha Uline ex R.Knuth — Диоскорея крупноцветковая
- Dioscorea mangenotiana J.Miège — Диоскорея Манжено
- Dioscorea nipponica Makino — Диоскорея ниппонская
- Dioscorea oppositifolia L. — Диоскорея супротивнолистная, или Диоскорея супротивная, или Ямс китайский
- Dioscorea piscatorum Prain & Burkill — Диоскорея рыбаков
- Dioscorea polystachya Turcz. — Диоскорея многокистевая
- Dioscorea pyrenaica Bubani & Bordère ex Gren. — Диоскорея пиренейская
- Dioscorea sansibarensis Pax — Диоскорея занзибарская
- Dioscorea spiculiflora Hemsl. — Диоскорея колосоцветковая
- Dioscorea sylvatica Eckl. — Диоскорея лесная
- Dioscorea tenuipes Franch. & Sav. — Диоскорея тонконогая
- Dioscorea trifida L.f. — Диоскорея трёхнадрезная, или Ямс индианский
- Dioscorea villosa L. — Диоскорея мохнатая, или Ямс посевной